# Jacques Lestringant
 (mai 2020).
Si vous disposez d'ouvrages ou d'articles de référence ou si vous connaissez des sites web de qualité traitant du thème abordé ici, merci de compléter l'article en donnant les références utiles à sa vérifiabilité et en les liant à la section « Notes et références ».
Pour les articles homonymes, voir Lestringant.
Jacques Lestringant, né le 16 mai 1920 à Aouste-sur-Sye et mort le 11 février 2010 à Rambouillet, est un administrateur colonial français en poste au Cameroun jusqu'en 1960. 

## Biographie

### Enfance, éducation et débuts
Protestant, formé à l'École coloniale, il prend à Yaoundé son premier poste d'administrateur colonial. Son père était un ami du Haut Commissaire Delavignette et c'est ce dernier qui l'encadre, à son arrivée au Cameroun. 

### Carrière
Jacques Lestringant a une expérience du travail sous contrainte. 
Il a participé aux « chantiers de jeunesse du Maréchal Pétain » en 1941-1942, puis, de 1943 à 1946, s'était vu confier le commandement d'unités de travailleurs indochinois en France, au sein du service de la « Main-d'œuvre indochinoise » (MOI), « des requis de 1939 qu'on avait fait venir en France ». Un système encadré pendant l'Occupation par Robert Delavignette.
Jacques Lestringant, l'année de l'abolition du travail forcé, a 26 ans.  Mais, officiellement, il n'est plus question de telles méthodes dans les colonies après 1946.
« C'était le moment où l'on passait d'un système colonial à l'autre », se souvient Lestringant. C'est l'époque, par exemple, où l'on demande aux administrateurs de « ne pas tutoyer les Africains ». « C'est un basculement de la colonisation... théorique ! Théorique ! » Les anciennes pratiques, officiellement proscrites, perdurent. « J'ai connu l'ancien système, les prestations, le travail obligatoire, que j'ai pratiqués longtemps, jusqu'en 1959. Mais par ma seule autorité. En infraction avec les principes constitutionnels. » Qu'a-t-il donc pratiqué exactement ? « Eh bien, l'absence du respect de l'homme camerounais en tant qu'assimilé au citoyen français. »
Ses propos éclairent sur cette « nouvelle colonisation » portée par les jeunes administrateurs formés par Robert Delavignette, sortis de l'ENFOM ou de l'École des Ponts et Chaussées. 
En théorie, la palabre, la négociation doit remplacer le caporalisme de leurs aînés. Sur le terrain, le code du travail outre-mer, qui prévoit des sanctions contre le travail forcé, commence à être discuté en avril 1949 au Parlement, mais n'entrera en vigueur qu'en décembre 1952.
En pratique, c'est bien toujours la contrainte qui s'exerce quand la palabre ne suffit pas. « J'ai pensé que c'était en faveur de la population », poursuit Lestringant, en comparant son autorité à celle d'un chef coutumier, sans violence. 
Jacques Lestringant comme Louis San-Marco, chef de la région d'Ebolowa dans le Sud de 1945 à 1948, fait également appel, pour l'entretien des routes ou le ravalement des dispensaires, au travail forcé - mais rémunéré, et « en chantant »... 
Les manœuvres embauchés sont appelés les « volontaires trois mois », en référence à la durée de leur tâche.